# 서울대학교 시흥캠퍼스 반대 투쟁
서울대학교 시흥캠퍼스 반대 투쟁은 서울대학교 학생들이 대학이 시흥시에 제2의 캠퍼스를 조성하는 것을 반대하면서 발생한 일련의 사건이다.

## 전개
서울대학교는 2007년 서울대학교의 제2 캠퍼스 부지를 선정하기 위하여 공모를 진행하였고, 공모에 참여한 지역 중 가장 유리한 유리한 조건을 갖춘 시흥시를 캠퍼스 부지로 선정하였다. 2009년과 2010년 서울대와 시흥시는 캠퍼스 조성을 위한 양해 각서(MOU)를 체결하였다. 2013년 사업자가 선정되어 제2 캠퍼스 조성 계획이 구체화되자 기숙 대학(Residential College)이 조성된다는 우려가 학생들 사이에서 퍼졌고, 총학생회는 단식, 삭발 투쟁을 벌여 대화 협의체의 학생 참여를 보장받았다.
2016년 8월 22일 서울대와 시흥시, "배곧신도시 지역특성화사업자"는 서울대학교 시흥캠퍼스 조성을 위하여 법적인 효력을 부여하는 실시 협약을 체결하였다. 2016년 10월 10일 오후 6시에 소집된 서울대학교 학생총회에서는 시흥캠퍼스에 대한 찬반 투표가 실시되어, 참석 학생 1980명 중 1483명(74.9％)이 시흥캠퍼스 철회에 찬성하였고, 같은 날, 오후 10시에 학생 400여 명이 총장실 등을 점거하여 농성하기 시작하였다. 서울대 총학생회는 11일 기자회견을 열고 "학교 측이 시흥캠퍼스 실시 협약을 맺기 전에 학생들과 협의하기로 해놓고 약속을 파기했다"고 주장하였다.
서울대학교 학생들은 2017년 3월에 행정관(대학본부) 건물을 점거하였으나, 서울대학교 측은 국민여론의 관심이 탄핵에 쏠린, 박근혜 대통령 탄핵 인용 다음날인 3월 11일 본부에 진입하여 대부분 건물을 탈환하였다. 본부에 남아있던 학생들은 남은 구역을 계속점거하는 것은 의미가 없다고 보고 철수하였다.
5월 서울대학교 학생들이 본부 건물을 재점거하고 단식투쟁, 성낙인 퇴진요구 등의 운동을 벌이고 있다.

## 같이 보기
- 2016년 이화여자대학교 사태
- 고려대학교 학생 출교 논란